# Elizabeth A. H. Green
Elizabeth Adine Herkimer Green (* 21. August 1906; † 24. September 1995) war eine US-amerikanische Musikpädagogin, Dirigentin und Komponistin.

## Leben
Green erhielt ihre musikalische Ausbildung bei ihrem Vater Albert Green, dem Direktor des Konservatoriums in Wheaton, die sie 1923 abschloss. Sie nahm dann Bratschenunterricht bei Clarence Evans, dem Ersten Bratschisten des Chicago Symphony Orchestra, und Violinunterricht bei Jacques Gordon, dem Konzertmeister des gleichen Orchesters. Nach ihrem High-School-Abschluss 1928 zog sie mit ihrer Familie nach Waterloo. Hier unterrichtete sie bis 1942 an der East Waterloo High School. Sie leitete das Schulorchester und war Gründungsmitglied des Waterloo Symphony Orchestra, mit dem sie u. a. als Bratschistin, Cellistin, Konzertmeisterin und Violinsolistin auftrat. Sie war auch Vorstandsmitglied und Businessmanagerin des Orchesters. 1939 erhielt sie den Mastergrad von der Northwestern University.
1942 ging Green als Lehrerin für ein Orchesterprogramm an öffentlichen Schulen nach Ann Arbor und baute an der Ann Arbor High School ein sechzigköpfiges Sinfonieorchester auf. Von 1954 bis zu ihrer Pensionierung 1974 unterrichtete sie an der University of Michigan. Auch danach gab sie noch Workshops und Meisterklassen. 1995 ehrte das Michigan House of Representatives sie als weltberühmte Pädagogin, Musikerin, Autorin und Dirigentin. Die Community Foundation of Waterloo/Cedar Falls and Northeast Iowa gründete den Elizabeth H.A. Green Scholarship Fund.

## Schriften
- Orchestral Bowings and Routines (1949; dritte erweiterte Ausgabe 1990)
- First Steps in the Galamian Bowing Method (1950)
- The Modern Conductor (1961, sechste Auflage 1996)
- Musicianship and Repertoire for the High School Orchestra (1962)
- Teaching String Instruments in Classes (1966)
- Increasing the Proficiency on the Violin (1967)
- The Conductor and his Score (mit Nicholas Malko, 1975, zweite Auflage 1985)
- The Dynamic Orchestra (1987)
- Miraculous Teacher: Ivan Galamian and the Meadowmount Experience (1996)
- Practicing Successfully

## Kompositionen
- Chatterbox Symphonette (1950)
- Hohman for the Strong Class (1959)
- Theme and Variations for Orchestral Bowings (1960)
- Twelve Modern Etudes for Advanced Violinists and Violists (1964)
- Fiddle Sessions (mit Livingston Gearhart) (1967)
- Sinfonia in D (von Karl Stamitz, Arrangement) (1970)